# لاشک

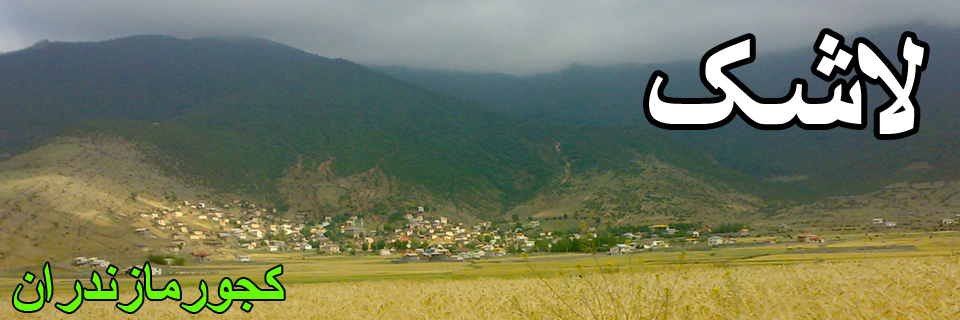
لاشک

لاشک روستایی است از توابع بخش کجور شهرستان نوشهر در استان مازندران ایران.

## جمعیت
این روستا در دهستان زانوس‌رستاق قرار دارد و براساس سرشماری مرکز آمار ایران در سال ۱۳۸۵، جمعیت آن ۳۱۴ نفر (۸۳ خانوار) بوده است.
مردم لاشک از قومیت طبری هستند و به زبان طبری به گویش کجوری که به گویش مردم شهرستان نور و چالوس شباهت دارد صحبت می‌کنند.

## بقیعه درویش
بقعه تاریخی درویش امیر، متعلق به قرن پنجم هجری قمری، در نزدیکی کندلوس و روستای لاشک کجور واقع شده و در وضعیت نابسامانی قرار دارد. این بنا به دلیل نبود بودجه کافی و حفاری‌های غیرمجاز، در آستانه فروپاشی است.